# 髙橋優貴
髙橋 優貴（たかはし ゆうき、1997年2月1日 - ）は、茨城県ひたちなか市出身の元プロ野球選手（投手）。左投左打。

## 経歴

### プロ入り前
ひたちなか市立田彦小学校3年から勝田スポーツ少年団で野球を始める。ひたちなか市立田彦中学校では友部リトルシニアでプレーした。東海大学菅生高等学校では1年夏からベンチ入りした。3年夏には西東京大会で決勝まで進み、日本大学鶴ヶ丘高等学校と対戦した。高橋はリリーフで登板したが9回にサヨナラ打を打たれ甲子園出場はならなかった。八戸学院大学に進学後は北東北大学リーグで通算50試合に登板し、20勝12敗、リーグ最多となる通算301奪三振の新記録を樹立し、それまで多和田真三郎が持っていた奪三振記録299を更新した。
2018年10月25日に行われたドラフト会議では、根尾昂、辰己涼介を抽選で外した読売ジャイアンツから1位指名を受け、11月9日に契約金1億円、年俸1500万円、出来高5000万円（金額は推定）で契約した。背番号は12。担当スカウトは柏田貴史。

### 巨人時代
2019年、開幕6戦目の4月4日、対阪神タイガース3回戦で先発登板し、6回4安打1失点で勝利投手となった。これは巨人軍の大学卒業入団選手の1年目としては1960年の青木宥明（関東学院大学卒）が1960年の開幕3戦目・対国鉄スワローズ戦にて初登板初先発で完投勝利投手になって以来、59年ぶりのことであった。この試合を含め4月は4先発で2勝1敗、防御率1.93を記録したが、5月は4先発で1勝2敗、防御率3.18とやや調子を崩し、6月1日に出場登録を抹消された。7月7日に再昇格しDeNA戦に先発するも、2回2/3を3安打4四球と制球が定まらず降板となり、翌日再び出場登録を抹消された。7月31日に再昇格し広島戦に先発するも、2回1/3を4安打（2本塁打）2四球の3失点で降板となり、翌日再び出場登録を抹消された。8月11日の再昇格後は先発ローテーションを守り、8先発で2勝3敗を記録。最終的に、すべて先発で18試合に登板し、5勝7敗、防御率3.19を記録した。10月22日に行われた福岡ソフトバンクホークスとの日本シリーズ第3戦で先発したが、2回2/3で3安打2四球の2失点で降板した。オフに、900万円増の推定年俸2400万円で契約を更改し、合わせて、同年10月に結婚していたことも発表した。また、背番号を前年まで内海哲也が着用した26に変更した。
2020年、オープン戦期間中の3月に左肘痛により離脱し、開幕一軍を逃した。7月28日のロッテ二軍との練習試合で実戦復帰。10月7日のDeNA戦で一軍復帰登板を果たした。最終的に、8試合に登板（4先発）し、1勝3敗2ホールド、防御率4.30を記録した。11月21日に行われた福岡ソフトバンクホークスとの日本シリーズ第1戦でリリーフ登板したが、1回を1安打2四球の1失点で降板した。オフに、480万円減の推定年俸1920万円で契約を更改し、背番号が47に変更された。
2021年は開幕ローテーション入りし、3・4月は5試合に登板し負け無しの5勝、防御率1.80を記録し自身初の月間MVPを獲得。8月29日の中日戦で自身初の2桁勝利となる10勝目を挙げた。リーグ最多の26試合に先発しチームトップの11勝を挙げたが、リーグワーストの与四球61を記録するなど課題も残る1年となった。阪神戦では5戦4勝、防御率1.40と相性が良く、特に敵地甲子園では4戦3勝、防御率0.72と抑え込んだ。オフには1680万円増の年俸3600万円で契約を更改した。
2022年は、開幕を二軍で迎えた。イースタン・リーグの対DeNA戦で、初回先頭打者の粟飯原龍之介に対して投げた2球目がすっぽ抜けて頭部死球となり、危険球退場となった。参考記録ながら、佐々木健（西武）が一軍公式戦で記録した3球での先発投手による危険球退場を1球上回るワースト退場記録となった。一軍では10試合の登板で1勝5敗に終わり、9月26日に左肘関節鏡視下クリーニング手術を行った。シーズンオフには育成選手として、600万円減となる推定年俸3000万円で契約を更改し、背番号は012に変更されることになった。
2023年は、4月10日までにイースタン・リーグで3試合に登板。同7日の東北楽天ゴールデンイーグルス戦では5回4安打1失点と好投するなど結果を残し、同10日に支配下登録された。背番号は47。4月28日の広島東洋カープ戦（東京ドーム）に同年初先発し、3回5安打2失点の成績だった。最終的に6試合登板、0勝1敗、防御率5.14を記録。11月28日、700万円減となる推定年俸2300万円で契約を更改。また、背番号が57に変更された。
2024年は二軍（2試合 6回 防御率6.00）で調整を続けていたが一軍登板はなく、10月4日に戦力外通告を受けた。

### 巨人退団後
巨人退団後の同年12月2日、社会人野球ミキハウスに入団することが発表された。

## 選手としての特徴
大学時代の最速は152km/hだった。変化球はスライダー、スクリューなどを軸に投球を組み立てる。

## 詳細情報

### 年度別投手成績
| 年 度     | 球 団     | 登 板 | 先 発 | 完 投 | 完 封 | 無 四 球 | 勝 利 | 敗 戦 | セ 丨 ブ | ホ 丨 ル ド | 勝 率 | 打 者 | 投 球 回 | 被 安 打 | 被 本 塁 打 | 与 四 球 | 敬 遠 | 与 死 球 | 奪 三 振 | 暴 投 | ボ 丨 ク | 失 点 | 自 責 点 | 防 御 率 | W H I P |
| --------- | --------- | ----- | ----- | ----- | ----- | -------- | ----- | ----- | -------- | ----------- | ----- | ----- | -------- | -------- | ----------- | -------- | ----- | -------- | -------- | ----- | -------- | ----- | -------- | -------- | ------- |
| 2019      | 巨人      | 18    | 18    | 0     | 0     | 0        | 5     | 7     | 0        | 0           | .417  | 395   | 93.0     | 70       | 14          | 48       | 1     | 5        | 89       | 1     | 0        | 34    | 33       | 3.19     | 1.27    |
| 2020      | 巨人      | 8     | 4     | 0     | 0     | 0        | 1     | 3     | 0        | 2           | .250  | 101   | 23.0     | 22       | 2           | 12       | 0     | 0        | 23       | 3     | 0        | 12    | 11       | 4.30     | 1.48    |
| 2021      | 巨人      | 27    | 26    | 0     | 0     | 0        | 11    | 9     | 0        | 0           | .550  | 598   | 140.2    | 125      | 18          | 61       | 2     | 2        | 76       | 2     | 0        | 57    | 53       | 3.39     | 1.32    |
| 2022      | 巨人      | 10    | 6     | 0     | 0     | 0        | 1     | 5     | 0        | 0           | .167  | 130   | 26.2     | 34       | 1           | 18       | 0     | 0        | 21       | 1     | 0        | 20    | 16       | 5.40     | 1.95    |
| 2023      | 巨人      | 6     | 3     | 0     | 0     | 0        | 0     | 1     | 0        | 0           | .000  | 68    | 14.0     | 18       | 2           | 8        | 0     | 2        | 9        | 1     | 0        | 9     | 8        | 5.14     | 1.86    |
| 通算：5年 | 通算：5年 | 69    | 57    | 0     | 0     | 0        | 18    | 25    | 0        | 2           | .419  | 1292  | 297.1    | 269      | 37          | 147      | 3     | 9        | 218      | 8     | 0        | 132   | 121      | 3.66     | 1.40    |

- 2024年度シーズン終了時
- 各年度の太字はリーグ最高

### 年度別守備成績
| 年 度 | 球 団 | 投手  | 投手  | 投手  | 投手  | 投手  | 投手     |
| 年 度 | 球 団 | 試 合 | 刺 殺 | 補 殺 | 失 策 | 併 殺 | 守 備 率 |
| ----- | ----- | ----- | ----- | ----- | ----- | ----- | -------- |
| 2019  | 巨人  | 18    | 6     | 13    | 0     | 2     | 1.000    |
| 2020  | 巨人  | 8     | 1     | 2     | 0     | 0     | 1.000    |
| 2021  | 巨人  | 27    | 6     | 19    | 0     | 0     | 1.000    |
| 2022  | 巨人  | 10    | 3     | 9     | 1     | 0     | .923     |
| 2023  | 巨人  | 6     | 0     | 6     | 0     | 1     | 1.000    |
| 通算  | 通算  | 69    | 16    | 49    | 1     | 3     | .985     |

- 2024年度シーズン終了時

### 表彰
- 月間MVP：1回（投手部門：2021年3・4月[40]）

### 記録
初記録
投手記録
- 初登板・初先発登板・初先発勝利：2019年4月4日、対阪神タイガース3回戦（東京ドーム）、6回1失点で勝利投手[8]
- 初奪三振：同上、1回表に福留孝介から空振り三振
- 初ホールド：2020年11月8日、対東京ヤクルトスワローズ24回戦（東京ドーム）、7回表に3番手で救援登板、1回無失点

打撃記録
- 初打席：2019年4月4日、対阪神タイガース3回戦（東京ドーム）、2回裏に浜地真澄からスリーバント失敗三振
- 初安打・初打点：2019年4月24日、対東京ヤクルトスワローズ5回戦（明治神宮野球場）、2回表にデービッド・ブキャナンから三塁前適時安打

その他の記録
- オールスターゲーム出場：1回（2021年）

### 背番号
- 12（2019年）
- 26（2020年）
- 47（2021年 - 2022年、2023年4月10日 - 同年終了）
- 012（2022年12月2日 - 2023年4月9日）
- 57（2024年）

### 登場曲
- 「欲望に満ちた青年団」ONE OK ROCK（2019年 - ） ※登板時
- 「這い上がれMY WAY」阿部真央（2019年 - ） ※打席時
- 「拝啓、少年よ」Hump Back（2021年 - ）